# Пайн-Лейк (тауншип, округ Пайн, Миннесота)
Пайн-Лейк (англ. Pine Lake) — тауншип в округе Пайн, Миннесота, США. На 2000 год его население составило 576 человек.

## География
По данным Бюро переписи населения США площадь тауншипа составляет 90,8 км², из которых 85,8 км² занимает суша, а 5,1 км² — вода (5,59 %).

## Демография
По данным переписи населения 2000 года здесь находились 576 человек, 238 домохозяйств и 170 семей.  Плотность населения —  6,7 чел./км².  На территории тауншипа расположено 479 построек со средней плотностью 5,6 построек на один квадратный километр. Расовый состав населения: 97,92 % белых, 0,17 % афроамериканцев, 1,04 % коренных американцев, 0,69 % азиатов и 0,17 % приходится на две или более других рас. Испанцы или латиноамериканцы любой расы составляли 0,69 % от популяции тауншипа.
Из 238 домохозяйств в 28,2 % воспитывались дети до 18 лет, в 63,4 % проживали супружеские пары, в 5,5 % проживали незамужние женщины и в 28,2 % домохозяйств проживали несемейные люди. 24,4 % домохозяйств состояли из одного человека, при том 10,9 % из — одиноких пожилых людей старше 65 лет. Средний размер домохозяйства — 2,42, а семьи — 2,81 человека.
24,1 % населения — младше 18 лет, 4,2 % — в возрасте от 18 до 24 лет, 25,2 % — от 25 до 44, 26,7 % — от 45 до 64, и 19,8 % — старше 65 лет. Средний возраст — 44 года. На каждые 100 женщин приходилось 121,5 мужчин.  На каждые 100 женщин старше 18 приходилось 111,1 мужчин.
Средний годовой доход домохозяйства составлял 41 094 доллара, а средний годовой доход семьи —  46 375 долларов. Средний доход мужчин —  39 167  долларов, в то время как у женщин — 21 250. Доход на душу населения составил 16 903 доллара. За чертой бедности находились 9,3 % семей и 12,4 % всего населения тауншипа, из которых 16,2 % младше 18 и 5,5 % старше 65 лет.